# Коротыш
Коротыш — село в Ливенском районе Орловской области России.
Образует Коротышское сельское поселение в рамках организации местного самоуправления и Коротышский сельсовет в рамках административно-территориального устройства.

## География
Расположено на реке Быстрая Сосна, к 7 км к юго-западу от райцентра, города Ливны, и в 115 км к юго-востоку от центра города Орёл.

## Население
| 2002  | 2010  | 2012  | 2013  | 2014  | 2015  | 2016  |
| ----- | ----- | ----- | ----- | ----- | ----- | ----- |
| 1660  | ↘1636 | ↘1582 | ↘1579 | ↘1568 | ↘1562 | ↘1536 |
| 2017  | 2018  | 2019  | 2020  | 2021  |       |       |
| ↘1527 | ↘1499 | ↘1473 | ↘1448 | ↘1365 |       |       |

Согласно результатам переписи 2002 года, в национальной структуре населения русские составляли 94 % от жителей.

## История и этимология
Как населённый пункт Коротыш известен по писцовым книгам с 80-х годов XVIII века. Тогда он входило в состав ливенской Егорьевской слободы выходцами из которой и был основан.
Из достопримечательностей в центре села сохранился кирпичный храм Св. Великомученика Георгия Победоносца, построенный в 1806 году.
Село названо Коротыш (Михайловское) по названию протекающего здесь ручья — Средний Коротыш. Упоминается в писцовых книгах с XVIII века:219.